# ناوتن (مینه‌سوتا)
ناوتن، مینه‌سوتا (به انگلیسی: Nowthen, Minnesota) یک شهر در ایالات متحده آمریکا است که در شهرستان آنوکا، مینه‌سوتا واقع شده‌است.

## خصوصیات
ناوتن ۹۰٫۹۱ کیلومترمربع مساحت و ۴٬۴۴۳ نفر جمعیت دارد و ۲۸۲ متر بالاتر از سطح دریا واقع شده‌است.